# Howard W. Polsky
Howard William Polsky (* 16. April 1928; † 19. Oktober 2003 in New York) war ein US-amerikanischer Sozialarbeitswissenschaftler an der Columbia University, der soziale Systeme erforschte und der durch Jugendgruppenanalysen gegen sozial fundierte Delinquenz kämpfte sowie Heimkinder förderte.

## Leben und Wirken
Polsky der Sozialarbeit war sein Nickname, denn er brachte das Wissen der Sozialwissenschaften schon in den 1950er und 1960er Jahren in die Ausbildung der Sozialarbeit/Sozialpädagogik.
Polsky machte 1949 seinen Bachelor of Arts an der University of Chicago und später den M.S.W. in Gruppenarbeit sowie den Dr. phil. in Sozialpsychologie an der University of Wisconsin.
1962 erschien sein erstes Buch Cottage Six, es wurde in vier Sprachen übersetzt. Polsky erforschte pädagogisch-gruppendynamisch die Strukturen delinquenter Gruppen und entwickelte seinen berühmten „Diamanten“, der optisch aufzeigt, welche Typen in den Banden und Gangs welche hierarchische Rolle einnahmen. Zweck war – in Kenntnis der Abläufe – diese Rollen zu nutzen. Es ging ihm um den Bezug von Sozialarbeit und Ethnologie im Kontext Jugenddelinquenz.
Er arbeitete 42 Jahre lang an der Columbia-Universität und war dort als ein engagierter, charismatischer Hochschullehrer bekannt.
Howard Polsky war mit Roni Berger verheiratet.

### Projekte
Von den zahlreichen Projekten und Programmen, die Polsky entweder selbst entwickelte oder wissenschaftlich begleitete, sind folgende hervorzuheben:
Als etwa 1975 die Glen Mills Schools, ein geschlossenes Haus der Jugendjustiz nahe Philadelphia, einen neuen Leiter bekam, übernahm Polsky die Beratung und wissenschaftliche Begleitung der Ausbildung aller Erzieher in den nun offenen Hausgemeinschaften. In Folge coachte er auch am Konzept interessierte deutsche Kollegen wie Albrecht Müller-Schöll und Manfred Günther.
1987–1989 arbeitete er für die Feuerwehr, um das Arbeitsklima zu verbessern auf dem Hintergrund der damals massiven Gender-Diskriminierungen.
Polsky was Hauptforscher des Projekts der US-amerikanischen Kindeswohl-Liga, angesiedelt bei der Gould Academy in Chestnut Ridge, NY, eine Einrichtung, die die schwierigsten Teenager New Yorks unterbrachte.
Über ELEM forschte Polsky, der einer jüdischen Familie entstammte, in Abständen auch in Israel, was Jugendliche aus zerrütteten Familien anging.

## Schriften (Auswahl)
- Social system perspectives in residential institutions. Michigan State Univ Pr 1970, ISBN 0-87013-144-3
- Cottage Six: Social system of delinquent boys in residential treatment. Krieger Pub Co; (1962) 1977, ISBN 0-88275-475-0
- (mit R. Berger) From custodialism to community: A theory based manual for transforming institutions. University Press Of America 2003, ISBN 0-7618-2645-9
- How I am a Jew: Adventure into my Jewish American Identity, 2002
- Everyday Miracles: The Healing Wisdom of Hasidic Stories, 1994
- The Libido and its Discontents
- The Cultural Separation of Love and Sex
- The Future of Social Work
- Changing delinquent Subcultures in: Children Away from Home: A Sourcebook of Residential Treatment von James Whittaker u. Albert Trieschman